# Halina Szpilman

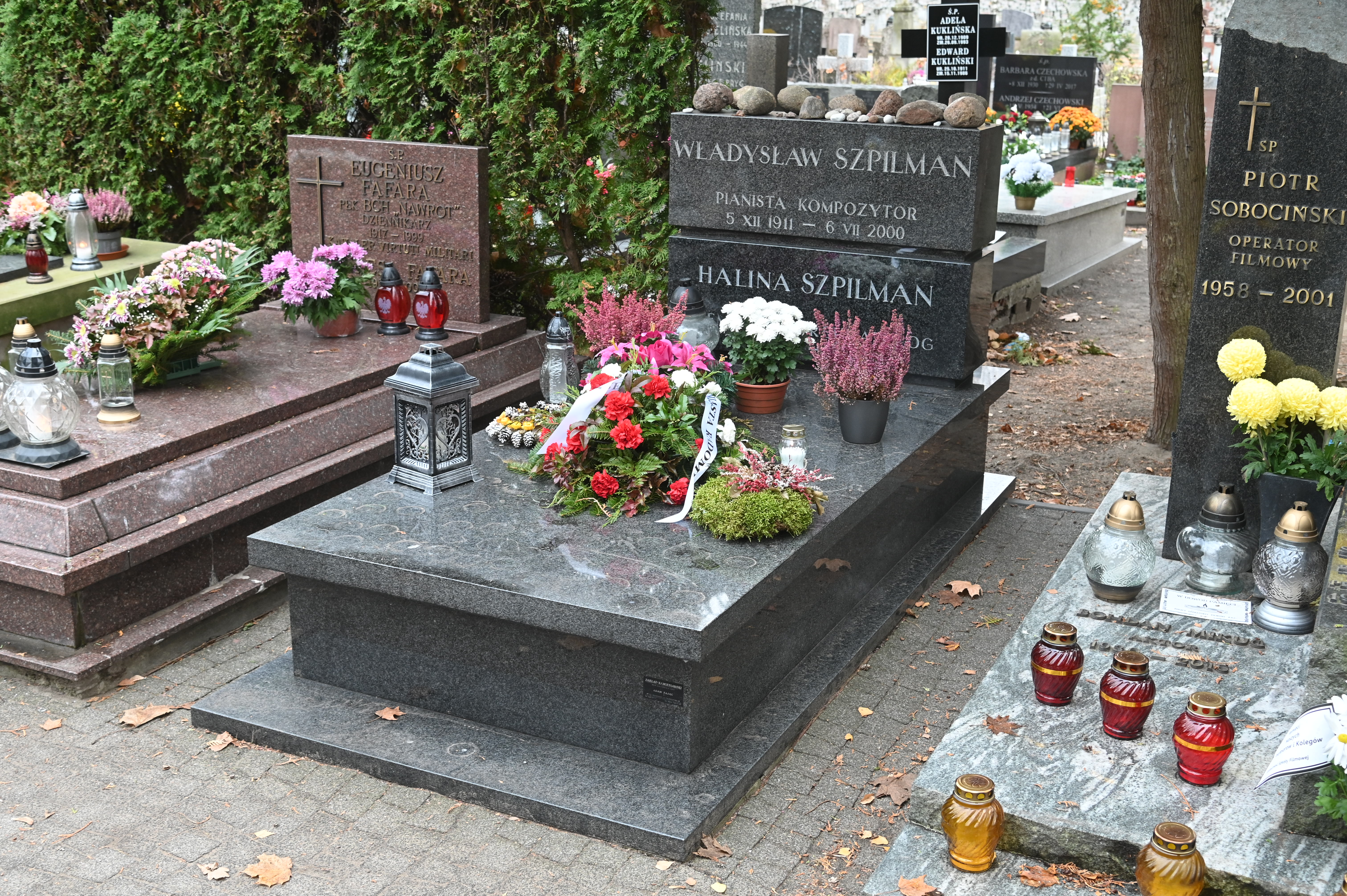
Grób Haliny i Władysława Szpilmanów na warszawskim Cmentarzu Wojskowym na Powązkach

Halina Szpilman z domu Grzecznarowska (ur. 30 czerwca 1928 w Radomiu, zm. 3 maja 2020) – polska lekarka, żona pianisty Władysława Szpilmana. 
Była córką Józefa Grzecznarowskiego, socjalistycznego posła na Sejm i przedwojennego prezydenta Radomia. Jej matką była Janina. 
W rodzinnym mieście ukończyła, w czasie niemieckiej okupacji, szkołę podstawową, po której uczęszczała do klasy pielęgniarskiej w szkole zawodowej i jednocześnie na tajne komplety, dzięki którym zdała w 1944 r. małą maturę. Po wojnie uczęszczała do żeńskiego liceum humanistycznego w Radomiu, gdzie zdała maturę w roku 1946. W 1948 r. rozpoczęła studia medyczne w Krakowie. W marcu 1950 przeniosła się na studia medyczne do Warszawy, gdzie zawarła ślub z Władysławem Szpilmanem w czerwcu 1950. Po studiach pracowała w Warszawie: najpierw jako lekarka w przychodni, potem w Instytucie Hematologii, a następnie w Instytucie Reumatologii, była także wojewódzkim konsultantem reumatologii dla województwa radomskiego. 
Miała dwóch synów: Krzysztofa, historyka i japonistę, oraz młodszego Andrzeja, stomatologa i muzyka.
Oprócz kariery medycznej Halina Szpilman angażowała się w działalność społeczną. Współpracowała blisko z Biurem Rzecznika Praw Obywatelskich oraz była członkinią Komisji Ekspertów ds. Osób z Niepełnosprawnościami. Ponadto była członkinią zarządu Fundacji Sue Ryder, która wspiera osoby znajdujące się w trudnej sytuacji z powodu złego stanu zdrowia lub warunków życia.
Jej pogrzeb odbył się 22 maja 2020 roku na Cmentarzu Wojskowym na Powązkach.
W 2020 ukazała się książka pt. Żona pianisty. Halina Szpilman stanowiąca wywiad rzekę Filipa Mazurczaka z Haliną Szpilman.